# Tegula brunnea
Espèce
Tegula brunnea est une espèce d'escargot de mer (gastéropode) marin) de taille moyenne avec des branchies et un opercule, appartenant à la famille des Trochidae.

## Répartition
Cette espèce vit dans la partie orientale de l'océan Pacifique.